# Adonisea bimatris
Adonisea bimatris är en fjärilsart som beskrevs av Harvey 1875. Adonisea bimatris ingår i släktet Adonisea och familjen nattflyn. Inga underarter finns listade i Catalogue of Life.